# Adolat
Adolat (dt.: Gerechtigkeit, usbekisch Adolat Sotsial Demokratik Partiyasi, vollständiger Name: Sozialdemokratische Partei Adolat) ist eine politische Partei in Usbekistan. Sie ist seit ihrer Gründung im Jahr 1995 ununterbrochen im Oliy Majlis, dem usbekischen Parlament, vertreten und ist aktuell die drittstärkste Fraktion im Parlament.

## Ausrichtung
Die Partei Adolat ist sozialdemokratisch ausgerichtet und setzt sich für die Entstehung einer sozialen Marktwirtschaft in Usbekistan ein. Insbesondere die Verbesserung des Sozialsystems und der sozialen Sicherheit steht im Zentrum der politischen Arbeit der Partei. Außerdem sind nach offiziellen Angaben politische Stabilität, der Aufbau der usbekischen Demokratie, die Gleichheit der Bürger vor dem Gesetz und der gesellschaftliche Zusammenhalt über religiöse und ethnische Unterschiede hinweg Anliegen der sozialdemokratischen Partei. Tatsächlich sind die inhaltlichen Spielräume der Partei stark eingeschränkt, da eine echte Opposition gegen den Präsidenten und dessen Partei in Usbekistan nicht erlaubt ist. Die Partei Adolat kann als registrierte Partei daher als regimetreu eingestuft werden. Im Vorfeld von Wahlen betonen Verantwortliche der Partei zumeist ihre Unterstützung für den Kurs des Präsidenten und der Regierung, setzen aber gleichzeitig inhaltliche Akzente, vor allem in der Sozialpolitik.

## Geschichte

### Gründung
Die Partei wurde am 18. Februar 1995 und damit kurz nach der Parlamentswahl in Usbekistan 1994/95 gegründet. Obwohl die Partei bei der Parlamentswahl noch nicht angetreten war, bildete sie bald darauf eine Fraktion von 47 Abgeordneten im usbekischen Parlament, die aus vormals parteilosen Abgeordneten und aus Delegierten der Volksdemokratische Partei Usbekistans, der damaligen Partei des Langzeitpräsidenten Islom Karimov, bestand. Die Gründung der Partei erfolgte im Zuge einer vorsichtigen Liberalisierungspolitik des Präsidenten Karimov, der auf diese Weise den Eindruck von politischem Pluralismus und einer fortschreitenden Demokratisierung Usbekistans erzeugen wollte. Die Gründung der Partei auf Initiative des Präsidenten und die Entstehung der Fraktion durch Fraktionswechsel von Abgeordneten der Präsidentenpartei waren bereits Anzeichen für die Loyalität der neuen Partei gegenüber dem Präsidenten und dessen politischem Kurs.

### Wahlergebnisse
Bei der Parlamentswahl in Usbekistan 1999 stellte sich die Partei Adolat erstmals zur Wahl und zog mit elf Abgeordneten und damit als viertstärkste Fraktion in das usbekische Parlament, das insgesamt 250 Abgeordnete umfasste, ein. Nach der Umgestaltung des politischen Systems in Usbekistan im Vorfeld der Parlamentswahl in Usbekistan 2004/05, gewann Adolat zehn Mandate im 120-köpfigen Unterhaus des usbekischen Parlaments. Bei der Parlamentswahl 2009/10 zählte die Partei zu den Gewinnern der Wahl und konnte ihre Fraktionsstärke um neun Abgeordnete auf insgesamt 19 vergrößern. Diese Ergebnis konnte fünf Jahre später bei der Parlamentswahl 2014/15 erneut leicht verbessert werden, sodass die Partei nun 20 Abgeordnete in das Unterhaus entsenden durfte. Insgesamt veränderte sich die Zusammensetzung des Unterhauses im Vergleich zur vorangegangenen Legislaturperiode dabei kaum. Bei der Parlamentswahl in Usbekistan 2019/20 gewann die Partei insgesamt 24 Mandate und wurde damit zur drittstärksten Fraktion im usbekischen Parlament, da die Volksdemokratische Partei Usbekistans eine deutliche Wahlniederlage erlitt und lediglich mit 22 Abgeordneten in das Unterhaus einziehen konnte.
Bei Präsidentschaftswahlen nominierte die Partei erstmals für die Präsidentschaftswahl in Usbekistan 2007 eine eigene Kandidatin, die Fraktionsvorsitzende Dilorom Tashmukhamedova. Diese blieb bei der Wahl gegen Amtsinhaber Karimov erwartungsgemäß chancenlos und konnte dabei 2,94 % der abgegebenen Stimmen auf sich vereinen. Bei den Präsidentschaftswahlen 2015 und 2016 trat jeweils Narimon Umarov für die Partei Adolat an. 2015 erhielt er beim erneuten Wahlsieg Karimovs 2,05 % der Stimmen, 2016 verbesserte er sein Ergebnis auf 3,46 %, während Shavkat Mirziyoyev zum neuen Präsidenten gewählt wurde.